# Dioda LED SMD

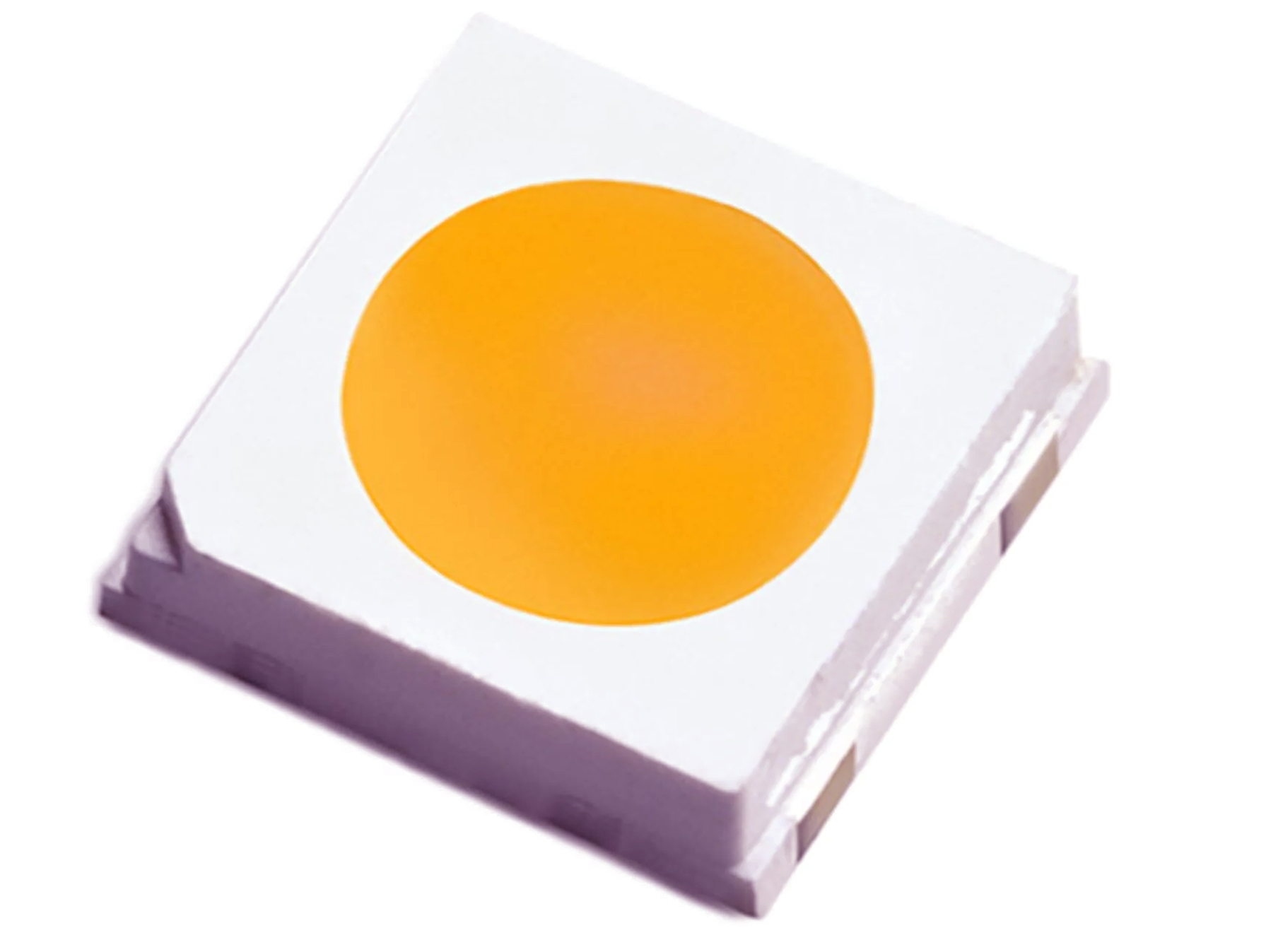
Dioda LED SMD

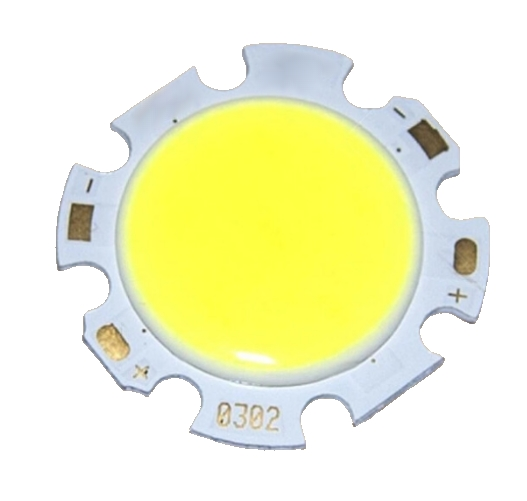
Dioda LED SMD

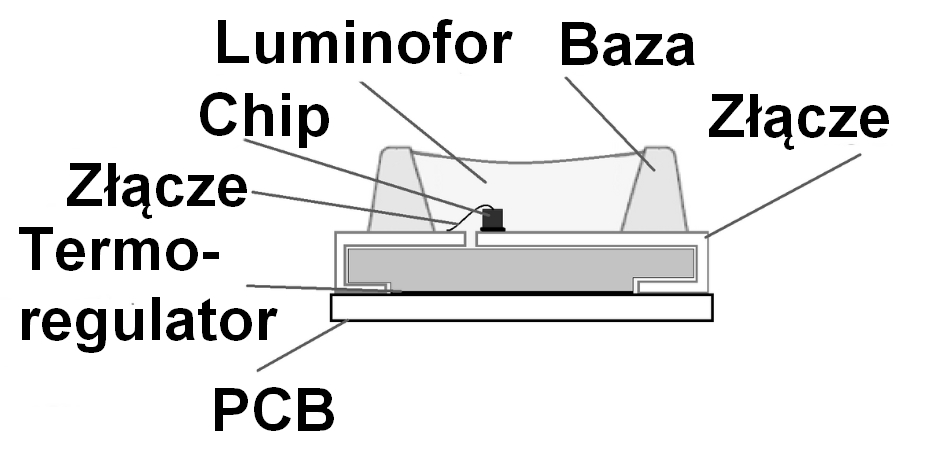
Uproszczona budowa diody SMD

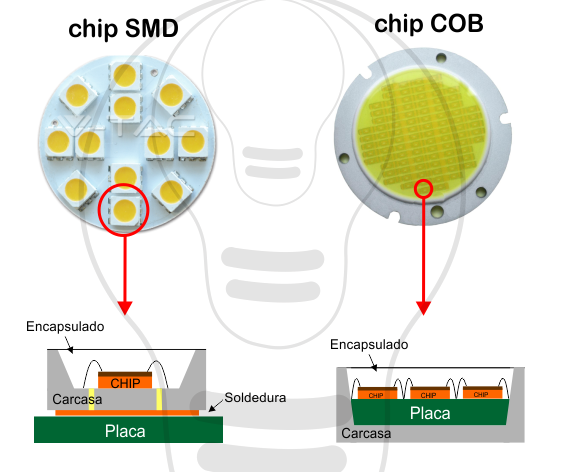
Porównanie diody SMD i COB

Dioda LED SMD – rodzaj diody elektroluminescencyjnej wykonanej w technologii montażu powierzchniowego (ang. Surface-Mount Device, SMD). Od klasycznych diod THT różni się właśnie tym, że montowana jest bezpośrednio na powierzchni płytki PCB. W przeciwieństwie do diod THT czy DIP, gdzie dioda znajdowała się na górze, a sam lut na dole płytki, dioda LED SMD zajmuje znacznie mniej miejsca przy zachowaniu wysokiej wydajności oświetleniowej. Dzięki temu technologia SMD stała się przełomem w oświetleniu LED, gdyż przy zachowaniu niewielkich wymiarów stworzyć można w prosty sposób zarówno oświetlenie o dużych wydajnościach, jak i modele o zmiennej barwie światła.
W podobnej technologii wykonywane są diody LED COB, montowane bezpośrednio na podłożu.

## Budowa diody LED SMD
Co do zasady konstrukcja diody LED SMD nie różni się znacząco od innych komponentów elektronicznych wykonanych w technologii SMT. Ze względu jednak na ich właściwości optyczne mogą być one bardziej wymagające i wrażliwe na ewentualne uszkodzenia podczas procesu produkcji. W dużym uproszczeniu dioda SMD składa się z kilku podstawowych elementów:
- Płytka drukowana PCB;
- Termo przewodnik;
- Złącze SMT;
- Drut łączący;
- Chip diodowy;
- Luminofor;
- Obudowa/Baza;

Sama zasada działania diody LED SMD nie różni się od klasycznej diody, czyli prąd przepływa poprzez warstwę półprzewodnikową, pobudzającą luminofor emitujący światło o określonej długości fali. Główna różnica to znacznie mniejsze wymiary i lepsza wydajność względem starszych modeli diod.

## Główne zalety diod LED SMD
Diody LED SMD są obecnie najpopularniejszym rozwiązaniem jesli chodzi o rozwiązania oświetleniowe. Jest to związanie z kilkoma zaletami, które charakteryzują diody tego typu. Główne z nich to:
1. Niska cena - ze względu na popularność i masową produkcję diod tego typu ich cena nie jest wysoka dzięki czemu źródła o nią oparte nie są drogie.
2. Wysokie wydajności - szybki rozwój technologii LED SMD sprawia, że z roku na rok ich wydajności powiększają się. Obecnie standard to między 90-110 lm/W, natomiast w sprzedaży są juz źródła z wydajnością sięgającą 190 lm/W.
3. Niewielkie wymiary - dzięki małym rozmiarom diody LED SMD pozwalają na tworzenie niewielkich źródeł światła małej mocy, oraz ułatwiają tworzenie ekranów RGB z użyciem diod wielokolorowych.

Poza wyżej wspomnianymi zaletami diody SMD LED posiadają wszystkie zalety związane z elektroniką w technologii SMT jak pełna automatyzacja procesu, czy skrócenie czasu produkcji podzespołów.

## Rodzaje diod LED SMD
Diody LED SMD dzieli się przede wszystkim ze względu na rozmiar. Spotykając się z opisem diod LED SMD często spotykamy oznaczenia takie jak np. SMD 3528, SMD 5050, czy też SMD 3014. Cyfry podane po symbolu SMD to nic innego jak właśnie rozmiar diody. Dla przykładu dioda SMD 3528 to dioda o wymiarach 3,5mm x 2,8mm. Poniżej znajduje się tabela przedstawiająca wybrane modele diod SMD wraz z ich podstawowymi danymi technicznymi. Warto pamiętać, że zarówno modele jak i wydajności wciąż ulegają zmianom i potrafią różnic się zależnie od producenta więc są to dane stricte poglądowe.
| Dioda | Wymiary (mm) | Moc diody (W) | Strumień światła (lm) | Współczynnik CRI | Kąt świecenia | Skuteczność lm/W |
| ----- | ------------ | ------------- | --------------------- | ---------------- | ------------- | ---------------- |
| 8520  | 8,5*2,0      | 0,5 i 1       | 55-60                 | 80               | 120           | 110-120          |
| 7020  | 7,0*2,0      | 0,5 i 1       | 40-55                 | 75-85            | 120           | 80-110           |
| 7014  | 7,0*1,4      | 0,5 i 1       | 35-50                 | 75-80            | 120           | 70-100           |
| 5736  | 5,7*3,6      | 0,5           | 40-55                 | 80               | 120           | 80-110           |
| 5733  | 5,7*3,3      | 0,5           | 35-50                 | 80               | 120           | 70-100           |
| 5730  | 5,7*3,0      | 0,5           | 30-45                 | 75               | 120           | 60-90            |
| 5630  | 5,6*3,0      | 0,5           | 30-45                 | 70               | 120           | 60-90            |
| 5060  | 5,0*6,0      | 0,2           | 26                    | 65               | 120           | 100-140          |
| 4014  | 4,0*1,4      | 0,2           | 22-32                 | 75-85            | 140           | 110-160          |
| 3535  | 3,5*3,5      | 0,5           | 35-42                 | 75-80            | 140           | 70-84            |
| 3528  | 3,5*2,8      | 0,06-0,08     | 4-8                   | 60-70            | 120           | 70-100           |
| 3030  | 3,0*3,0      | 0,9           | 110-120               | 80               | 140           | 120-130          |
| 3020  | 3,0*2,0      | 0,06          | 54                    | 75               | 120           | 80-90            |
| 3014  | 3,0*1,4      | 0,1           | 9-12                  | 75-85            | 120           | 90-120           |
| 3010  | 3,0*1,0      | 0,2           | 9-12                  | 80               | 130           | 70-100           |
| 2835  | 2,8*3,5      | 0,2           | 14-25                 | 75-85            | 120           | 70-125           |
| 1206  | 1,2*0,6      | 0,2           | 3-6                   | 55-60            | 140           | 100-140          |
| 1104  | 1,1*0,4      | 0,2           | 2-8                   | 85               | 130           | 100-140          |

## Jak rozpoznać diody LED SMD
Ze względu na swoją konstrukcję diody SMD są łatwo rozpoznawalne. Są zazwyczaj bardzo małe i płaskie, oraz charakteryzuje je kwadratowa lub prostokątna baza o wymiarach wskazanych we wcześniejszej części wpisu. Centralną część diody stanowi zazwyczaj luminofor emitujący światło. Jeśli chcemy poznać więcej szczegółów dotyczących diody warto wykonać jeszcze kilka rzeczy:
- Sprawdzić oznaczenia na diodzie SMD - zazwyczaj są one umieszczone na boku lub górze diody;
- Obejrzeć diodę za pomocą lupy lub mikroskopu, dzięki czemu zlokalizujemy mikro oznaczenia, czy ewentualne uszkodzenia;